# ريتا كونيغ
ريتا كونيغ (بالألمانية: Rita König)‏ هي مبارزة بالسيف ألمانية، ولدت في 12 مارس 1977 في ساتو ماري في رومانيا.

## وصلات خارجية
- ريتا كونينغ على موقع الاتحاد الدولي للمبارزة (الإنجليزية)
- ريتا كونينغ على موقع أوليمبيديا (الإنجليزية)